# Thymus pastoris
Thymus pastoris là một loài thực vật có hoa trong họ Hoa môi. Loài này được Socorro & Arrebola miêu tả khoa học đầu tiên năm 1994.